# Kotaro Yamazaki
Kotaro Yamazaki (山崎 光太郎?, Yamazaki Kotaro; Prefettura di Shizuoka, 19 ottobre 1978) è un ex calciatore giapponese, di ruolo attaccante.

## Carriera

### Club
A inizio carriera è entrato nella rosa del Nagoya Grampus Eight, ma non ha disputato alcuna partita con la squadra di Nagoya. In seguito a giocato con il Shimizu S-Pulse in J. League 1 e il Ventforet Kofu prima in J. League 2 e poi, dopo la promozione del 2005, in J. League 1.

### Nazionale
Con la Nazionale giapponese Under-17 ha preso parte al Mondiale Under-17 2015 dove ha disputato 3 partite segnando un gol contro gli Stati Uniti.

## Palmarès
- Coppa dell'Imperatore: 1

Shimizu S-Pulse: 2001
- Supercoppa del Giappone: 1

Shimizu S-Pulse: 2002